# Molinux
MoLinux era la distribució de GNU/Linux oficial de la Junta de Comunidades de Castella-la Manxa. per a la instal·lació gratuïta en els equips de serveis públics i per als particulars.
MoLinux estaba basat en Ubuntu. Els noms de cada versió corresponien amb els personatges de la novel·la El Quixot, de Miguel de Cervantes. La darrera versió que es va posar en servei és la 6.2,basada en Ubuntu 10.04 LTS i el projecte va ser abandonat amb l'arribada al govern de María Dolores de Cospedal García.

## Llançaments
| Versió                                                                         | Data de llançament     | Nom            | Distribució base       |
| ------------------------------------------------------------------------------ | ---------------------- | -------------- | ---------------------- |
| 1.0                                                                            | 15 de desembre de 2004 | Sense sobrenom | Debian Sarge (testing) |
| 1.2                                                                            | 17 de juny de 2005     | Dulcinea       | Ubuntu 5.04            |
| 2.0                                                                            | 15 de desembre de 2005 | Sancho         | Ubuntu 5.10            |
| Nómada RC1                                                                     | 12 d'abril de 2006     | Nómada RC      |                        |
| 2.2                                                                            | 4 d'octubre de 2006    | Rocinante      | Ubuntu 6.06            |
| Nómada 2.2                                                                     | 14 de desembre de 2006 | Nómada         | Ubuntu 6.10            |
| v2 2.2                                                                         | 7 de febrer de 2007    | Rocinante v2   | Ubuntu 6.10            |
| 3.0                                                                            | 18 de juny de 2007     | Aldonza        | Ubuntu 7.04            |
| 3.0.1                                                                          | 17 d'agost de 2007     | Aldonza        | Ubuntu 7.04            |
| 3.2                                                                            | 3 de desembre de 2007  | Hidalgo        | Ubuntu 7.10            |
| 4.0                                                                            | 23 de juny de 2008     | Adarga         | Ubuntu 8.04            |
| 4.2                                                                            | 31 de desembre de 2008 | Toboso         | Ubuntu 8.10            |
| 5.0                                                                            | 24 de juny de 2009     | Dorotea        | Ubuntu 9.04            |
| 5.2                                                                            | 25 de gener de 2010    | Montesinos     | Ubuntu 9.10            |
| 6.0                                                                            | 23 de juny de 2010     | Zoraida        | Ubuntu 10.04 LTS       |
| 6.2                                                                            | 24 de desembre de 2010 | Merlin         | Ubuntu 10.04 LTS       |
| Llegenda:Versió antigaVersió antiga, amb suportDarrera versióProper llançament |                        |                |                        |